# M61
M61 (NGC4303) e спирална галактика от галактичния свръхкуп в Дева. Открита е от Барнабус Ориани през 1779.
Галактиката се намира на 60 млн. св.г., ъгловите ̀и размери са 6′.5 × 5′.8, а видимата ̀и звездна величина е +10.2.
В галактиката са били наблюдавани 5 свръхнови, последната от които през 2006.